# Wilhelm Frick
Wilhelm Frick (Alsenz, 12 marzo 1877 – Norimberga, 16 ottobre 1946) è stato un politico e criminale di guerra tedesco, ricordato per essere stato uno dei 24 grandi criminali di guerra che furono accusati durante il Processo di Norimberga.
È conosciuto per essere stato nel 1930 il primo nazista a ottenere un posto di ministro, ricoprendo quell'incarico in Turingia fino a aprile 1931. Nel 1933 diventa ministro dell'interno per il Terzo Reich fino alla sua sostituzione con Heinrich Himmler nel 1943. Nel 1943 diventa responsabile del Protettorato di Boemia e Moravia. Nel 1946, durante il processo di Norimberga viene riconosciuto colpevole di tre, dei quattro capi d'accusazione (crimini contro la pace, crimini di guerra e crimini contro l'umanità), e condannato a morte per impiccagione.

## Studi e carriera
Laureatosi in giurisprudenza nel 1901 presso l'Università di Heidelberg, Frick si stabilì a Monaco nel 1912 per esercitarvi la professione di avvocato. Nel 1919 entrò nella polizia bavarese ed ebbe così modo di conoscere Hitler attorno al 1920, rimanendo conquistato dall'ideologia nazista e dalla personalità del Führer. Negli anni successivi, immediatamente precedenti all'ascesa al potere, Frick costituì per Hitler un fondamentale aggancio nella alte sfere della burocrazia bavarese.
Nel 1923 figurò tra gli imputati al processo per alto tradimento in seguito al fallito putsch di Monaco, ma questa disavventura politica non gli impedì di essere nominato nel 1930 Ministro degli Interni in Turingia, carica dall'alto della quale egli si adoperò per condurre un'imponente opera propagandistica in favore del Partito. Fu poi nominato Ministro degli Interni del Reich nel primo gabinetto Hitler (1933), carica che conservò ininterrottamente per i successivi dieci anni, finché nel 1943 - forse in concomitanza con il precipitare degli eventi bellici - fu rimosso dall'incarico in favore del capo delle SS, Heinrich Himmler, per diventare Reichsprotektor di Boemia e Moravia.
Durante il periodo in cui fu Ministro degli Interni, si adoperò nel soffocare l'autonomia dei vari Länder (le regioni della Germania federale) nell'obiettivo di raggiungere il pieno controllo nazista dell'intero apparato statale: in quest'ottica nel marzo 1933 con Hitler dispose che il governo della Repubblica Bavarese fosse abbattuto e rimpiazzato da un governo nazista, e in seguito firmò la legge che decretava lo scioglimento d'ufficio delle Diete dei Länder, disponendo che fossero ricostituite sulla base della redistribuzione dei voti delle ultime elezioni del Reichstag. Fu tra i principali estensori delle leggi razziali emanate contro la comunità ebraica, a partire dal 15 settembre 1935. Già direttore dell'ufficio centrale per i territori occupati, Frick si impegnò nella persecuzione delle chiese cristiane.

## Esecuzione

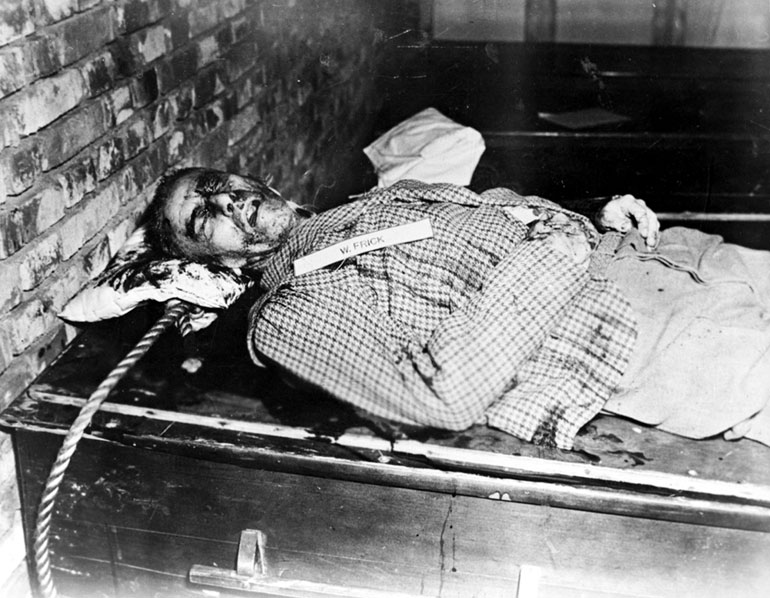
Il cadavere di Wilhelm Frick dopo l'esecuzione

Catturato dagli Alleati e processato a Norimberga come criminale di guerra, durante l'udienza si dichiarò non colpevole; tuttavia, fu giudicato colpevole di crimini di guerra e di crimini contro l'umanità e condannato a morte. Venne impiccato nella notte tra il 15 e il 16 ottobre 1946, e fu il sesto a salire sul patibolo. Al momento dell'impiccagione gridò, in tedesco, "Viva la Germania immortale".
Il suo corpo venne cremato nel Cimitero di Ostfriedhof a Monaco e le ceneri, insieme alle ceneri di altri 10 imputati, vennero sparse nel Wenzbach, un affluente del fiume Isar, nella medesima città.